# Pociąg do kultury

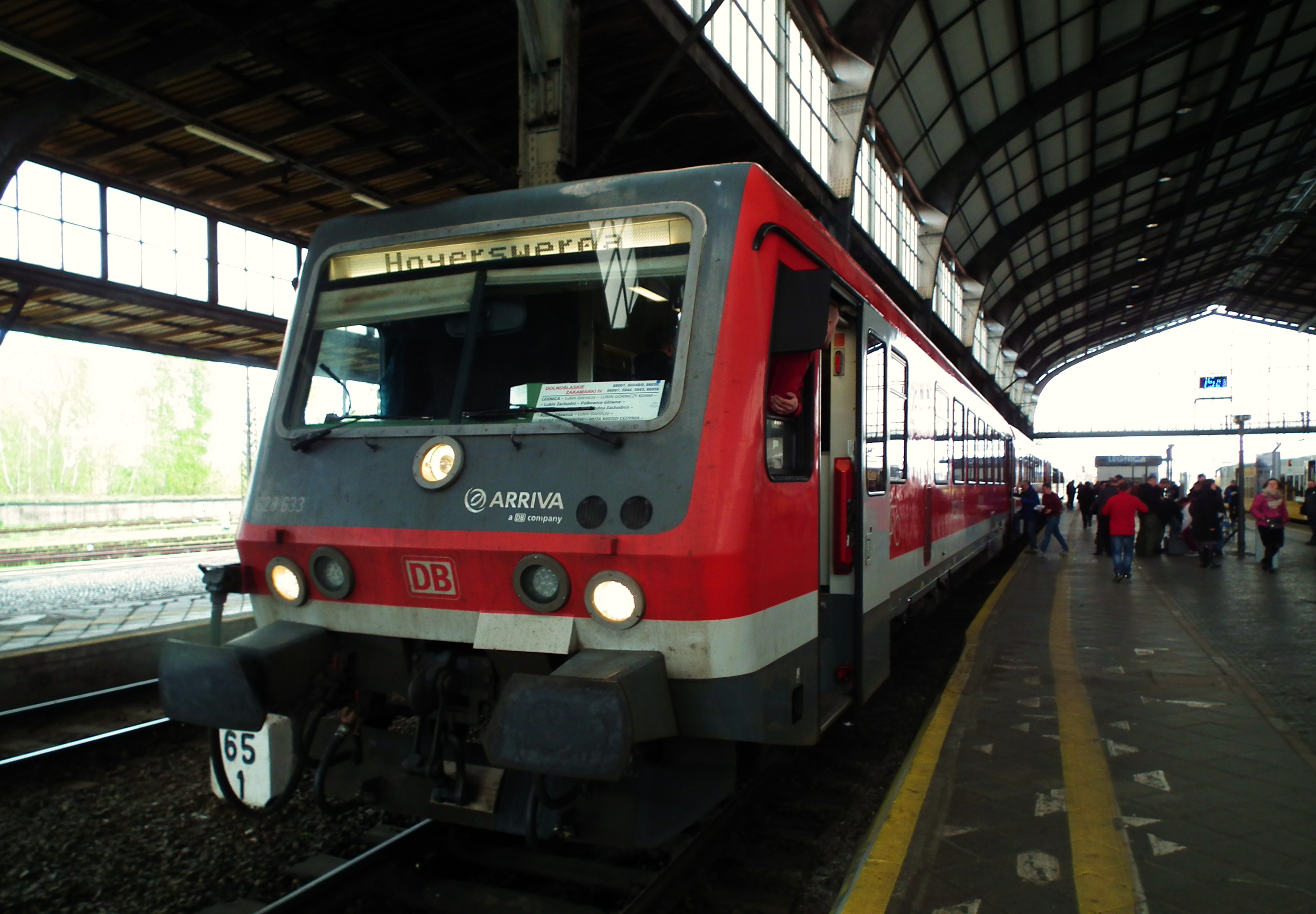
Spalinowy zespół trakcyjny serii VT628.4 obsługujący „Pociąg do kultury”

Pociąg do kultury, niem. Kulturzug – sobotnio-niedzielne międzynarodowe połączenie kolejowe między Wrocławiem, Chociebużem i Berlinem oferowane wspólnie z programem kulturalnym. Powstało w kwietniu 2016 jako jedno z wydarzeń Europejskiej Stolicy Kultury Wrocław 2016 oraz próba wypromowania tej imprezy w Berlinie. Z powodu dużej popularności połączenia przedłużono jego kursowanie najpierw do grudnia 2016, a następnie co najmniej do końca roku 2018, przy czym nie zrezygnowano z programu kulturalnego. Pociąg według planów w roku 2020 miał jeździć do 12 grudnia, ale z powodu pandemii Covid-19 czas ten został skrócony do 15 listopada. W sezonie 2021 połączenie zostało wznowione od 18 czerwca. Połączenie zostało zawieszone 02.01.2023 roku, a następnie reaktywowane 16.06.2023 r. na czas do 02.01.2024 roku.
Operatorem przedsięwzięcia po stronie polskiej były Koleje Dolnośląskie, natomiast po stronie niemieckiej – DB Regio. Połączenie obsługiwano przez spalinowe zespoły trakcyjne serii  VT628.4, a od grudnia 2019 do stycznia 2023 r. przez pojazdy serii VT642.

## Historia
Pociąg do kultury był jednym z wydarzeń wrocławskiej edycji Europejskiej Stolicy Kultury w 2016, jak również częścią międzynarodowego projektu kulturalnego Breslau – Berlin 2016. Europäische Nachbarn. Połączenie powstało przy współpracy landów Berlina i Brandenburgii, związku komunikacyjnego Verkehrsverbund Berlin-Brandenburg (VBB), DB Regio oraz Kolei Dolnośląskich. Koszt przedsięwzięcia wynosił 300 tys. euro i pokryty został przez wszystkie zainteresowane podmioty – 270 tys. euro zapłaciła strona niemiecka, a 30 tys. miasto Wrocław. Pociąg uruchomiono głównie w celu przybliżenia berlińczykom wydarzeń odbywających się w weekendy w ramach Europejskiej Stolicy Kultury; w momencie jego uruchomienia Wrocław nie miał bezpośredniego połączenia kolejowego z Berlinem; ostatnie, pociąg „Wawel” z Krakowa zamknięto dwa lata wcześniej. Początkowo miał kursować do 25 września, lecz przedłużono jego funkcjonowanie do końca ESK. Po zakończeniu rocznego wydarzenia popularność połączenia nie zmalała (od maja do grudnia pociąg przewiózł 24 tys. pasażerów), postanowiono więc utrzymać jego funkcjonowanie do roku 2018. Do października 2017 z połączenia skorzystało ponad 30 tys. pasażerów. Połączenie zawieszono 15 listopada 2020 i przywrócono na sezon 2021 od 18 czerwca 2021. Ostatecznie zawieszono 02.01.2023 r.

## Pociąg
Stacją początkową trasy był Wrocław Główny, a końcową Berlin-Lichtenberg. Czas przejazdu w jedną stronę wynosi 4 i pół godziny. Połączenie obsługiwały szynobusy udostępnione przez VBB. Pociąg kursuje w weekendy i zatrzymuje się tylko na wybranych stacjach pośrednich: Legnica, Żagań, Żary, Forst (Lausitz) i Chociebuż. Połączenie obejmowała odrębna taryfa ze zniżkami 50% dla dzieci do 15 lat. Podczas podróży prowadzony jest niemiecko-polski program kulturalny, do listopada 2017 wzięło w nim udział ok. 300 artystów. Przejazd połączony był z koncertami, spotkaniami autorskimi i wystawami. W pociągu znajdowała się również mobilna wystawa prezentująca znanych wrocławian pochodzenia zarówno polskiego, jak i niemieckiego oraz biblioteka. W pociągu miały miejsca takie akcje kulturalne, jak m.in. „Krajobraz w ruchu”, „Stary złom do kosza – amerykańsko-europejski performance polityczny”, „Odkrycia z życia ... twarze i pejzaże”, „Supermigranci”, a udział wzięły m.in. Olga Tokarczuk, niemieckie pisarki Emilia Smiechowski i Tanja Dückers, a także Katja Pietrowskaja, Nadia Szagdaj, kolektyw performatywny Club Real, zespół Ga-Ga/Zielone Żabki i muzyk Paul Brody.

## Nagrody
9 listopada 2017 program wyróżniony został nagrodą Europejskiej Marki Kultury w kategorii „Trend 2017”.